# Дерценська сільська рада
| Дерценська сільська рада — колишній орган місцевого самоврядування у Мукачівському районі Закарпатської області з адміністративним центром у с. Дерцен. Сільській раді були підпорядковані населені пункти: - с. Дерцен |

## Склад ради
Рада складалася з 18 депутатів та голови.

## Керівний склад сільської ради
| ПІБ                  | Основні відомості                                                             | Дата обрання | Дата звільнення |
| -------------------- | ----------------------------------------------------------------------------- | ------------ | --------------- |
| Матей Юлій Юліусович | Сільський голова, 1970 року народження, освіта, безпартійний                  | 26.03.2006   | 31.10.2010      |
| Матей Юлій Юлісович  | Сільський голова, 1970 року народження, освіта незакінчена вища, безпартійний | 31.10.2010   |                 |

Примітка: таблиця складена за даними джерела